# Sociální pedagogika
Sociální pedagogika je pedagogická disciplína, studijní (profesní) obor i vyučovací předmět, která se zabývá pozitivním působením na jedince a jejím cílem je sociální začlenění tak, aby jedinec nevybočoval ze společnosti a uměl se vhodně přizpůsobit sociálnímu i přírodnímu prostředí. Základní ideou je utvářet z jedince odpovědnou bytost.
V základu rozlišujeme dvě různá pojetí sociální pedagogiky. První užší pojetí, tzv. „německé“ vymezuje sociální pedagogiku jako disciplínu, který se orientuje na rizikové a sociálně znevýhodněné skupiny mládeže a dospělých. V tomto pojetí se sociální pedagogika do velké míry prolíná se sociální prací, kdy se orientuje na pedagogické ovlivňování sociálně problémových jedinců (rasista, drogově závislý, vrah,…), nebo je dokonce v područí sociální práce a odlišuje se pouze orientací na děti. Toto pojetí je typické pro Německo (od toho tedy "německé pojetí", kde byla sociální práce nahrazena sociální pedagogikou kvůli negativnímu vnímání sociální práce po druhé světové válce). Ve druhém širším pojetí se sociální pedagogika chápe jako věda, která se zabývá působením veškerého sociálního prostředí na člověka všech věkových kategorií v různých životních situacích. Zkoumá vliv životního prostředí na člověka, a to v jak přírodní tak sociální složce životního prostředí, a toto prostředí se snaží měnit za účelem pozitivního ovlivnění jedince. Toto pojetí je typické pro Anglii, Francii, Belgii a v čím dále větší míře se uplatňuje také v českém prostředí (představitelem je i prof. Blahoslav Kraus).
Sociální pedagogika je v českém kontextu relativně mladá vědecká disciplína. V každé zemi se profiluje částečně odlišným způsobem, a to především kvůli rozdílným národním tradicím, které jsou specifické pro každou zemi. Obsah sociální pedagogiky se navíc mění v závislosti na době a vznikajících (či ubývajících) sociálních problémech. V současnosti nabývá sociální pedagogika čím dál více na významu, a to nejen kvůli rozšířeným sociálně patologickým jevům, ale také kvůli dalším společenským výzvám, jako jsou problémy v multikulturních vztazích, nebo v environmentální oblasti. Na akademické půdě probíhají diskuse, zda právě sociální pedagogika může být oborem, který zvládne tyto problémy díky své multidisciplinární povaze pokrýt, nebo by se měla zabývat úžeji jen sociálně patologickými jevy.
Zásluhou sociální pedagogiky je, že do obecné pedagogiky přinesla názor, že člověk není bytostí pouze bio-psychickou, ale také sociální. Podle Krause je cílem sociální pedagogiky nalézt postupy vedoucí k usnadnění socializace. Pedagogika je obecně chápána jako věda o výchově a vzdělávání a pojem „sociální“ je zde vnímán jako „společensky přizpůsobivý“.
Sociální pedagogové se zabývají například tématy sociálně rizikové životní situace, problematikou životního prostředí (sociální i přírodní složkou působící na jedince), sociální deviací, rizikovým chováním, výchovou k odpovědnosti, pomocí osobám závislým, socializací, výchovou, právy dětí aj. S oborem sociální pedagogiky se často proplétá obor sociální práce, jedná se ale o rozdílné obory a je proto třeba dbát větší pozornosti, aby nedošlo k záměně těchto pojmů.

## Dělení sociální pedagogiky
Podle Průchy má sociální pedagogika dvojí podobu:
Praktická realizace sociální pedagogiky – Jedná se o činnosti vychovatelů v ústavních a ochranných zařízeních (dětské domovy se školou, výchovné ústavy, diagnostické ústavy), práce vychovatelů ve školách, práce pedagogů ve školských zařízeních. Dále sem spadá činnost organizací zaměřených na prevenci sociálně patologických jevů, prevence ničení sociálního a přírodního prostředí a na děti a mládež s výchovnými problémy obecně. A sociální pedagogika se orientuje také na pomáhání týraným a zanedbávaným dětem (v tomto ohledu se prolíná se sociální prací).
Teoretická složka sociální pedagogiky – Jevy, kterými se tato složka sociální pedagogiky zabývá, mají různorodou povahu. Sociální pedagogika je ze své podstaty multidisciplinárním oborem. Následkem toho se v určité teorii musí propojovat přístupy pedagogické s teoriemi a poznatky sociologie, vývojové psychologie, právní vědy aj.

## Základní směry
1. Sociální pedagogika jako doplněk individuální pedagogiky – Podle některých autorů je sociální pedagogika protikladem vůči individuální pedagogice, která se soustředí spíše na jedince než na celek společnosti. Tento směr se již však v nových dílech považuje za překonaný.
2. Sociální pedagogika jako disciplína, která se zabývá odchylkami sociálního chování – Dnes se spíše používá označení „rizikové chování“ (záškoláctví, xenofobie, šikana,…) a tento směr je chápán pouze jako jedna z mnoha aplikací sociální pedagogiky.
3. Pedagogika prostředí – Objasňuje vztah výchovy a prostředí a zkoumá vliv prostředí na vývoj a chování člověka. Vychází z tradice sociální pedagogiky a původního zaměření. V současnosti je tento směr v sociální pedagogice nejrozšířenější.
4. Sociální pedagogika jako pomoc a péče – Můžeme se na ni nahlížet dvěma směry. Prvním je péče jako zastřešující pojem, který se dotýká i ostatních pojmů sociální pedagogiky. Druhým je konkrétní pomoc v terénu, která se týká lidí v sociální nouzi.[2]

## Profesní model sociálního pedagoga
Sociální pedagog může vykonávat svou profesi ve dvou rovinách: 1) integrační - zaměřuje se na osoby (klienty), kteří potřebují odbornou pomoc; 2) rozvojová - podporuje rozvoj osobnosti žádoucím směrem, tedy vede osobnost ke správnému životnímu stylu.
Sociální pedagog spolupracuje s odborníky (zejm.) z oborů: pedagogika, sociologie, sociální práce, psychologie, filosofie, medicína, ekologie, právo a ekonomie.
Studenti oboru sociální pedagogiky najdou uplatnění v sociálně výchovné práci (výchovná zařízení, školy), ve vlastní výchovné činnosti ve smyslu ovlivňování volného času (práce v NZDM, nebo DDM), v reedukační a resocializační činnosti (rozvoj sociální a environmentální odpovědnosti dětí, učení správných návyků, finanční gramotnost), poradenská činnost (zejm. u dospívajících), depistážní činnost (vyhledávání sociálních patologií a doporučení odborné pomoci), organizování a management volnočasových aktivit a vědeckovýzkumná činnost.
Současnou pozici sociálních pedagogů stěžuje fakt, že přes obrovskou snahu vědeckých pracovníků tuto profesi MPSV dosud nezařadilo do katalogu prací. Tím se do určité míry snižuje kredit této profese a problém nastává především ve školách, které akutně potřebují sociální pedagogy, ale nemají pro ně dostatečnou pozici (sociální pedagogové nastupují na místa "výchovných poradců", což omezuje jejich působnost, ke které jsou studiem kvalifikováni).

## Vývoj sociální pedagogiky v České republice
Sociální pedagogika prošla velmi složitým a pestrým vývojem a čerpala inspiraci z filosofie, sociologie, pedagogiky, z teorie výchovy i z příkladů praxe pomoci druhým. Rozmach české sociální pedagogiky nastal v roce 1990 a přispět k jeho rozvoji se na počátku devadesátých let pokoušela řada pedagogů.
Po sametové revoluci (1989) měl pro vývoj sociální pedagogiky značný význam vznik Sociálně pedagogické společnosti, která v roce 1993 spustila vydávání časopisu ETHUM, ve kterém byl umístěn podtitul Bulletin pro sociální pedagogiku. Avšak tato společnost během devadesátých let zanikla a následným vydavatelem se stalo Sdružení pro sociální prevenci a sociální pedagogiku.
V roce 1998 se konal v Brně pod vedením Pedagogické fakulty Masarykovy univerzity seminář, na který se dostavili zástupci všech vysokých škol, kde se sociální pedagogika vyučovala. Výsledkem tohoto shromáždění byl sborník Aktuální problémy sociální pedagogiky (1999).
K rozvoji sociální pedagogiky také značně přispěla konference SOCIALIA pod vedením Pedagogické fakulty Univerzity v Hradci Králové. První konference v roce 1997 se řídila mottem Pomoc potřebným, poté se odborníci zabývali rodinou, a následně byla středem zájmu současná mládež a její životní styl. Na to v roce 2003 navazovala Pedagogická fakulta Univerzity Palackého v Olomouci, která se orientovala na sociální pedagogiku jako na vědní obor a studijní disciplínu.
V roce 2013 se podařilo ustavit Asociaci vzdělavatelů v sociální pedagogice, a také v tomto roce vznikl samostatný časopis Sociální pedagogika.
Za účelem rozvoje zejména školní sociální pedagogiky byla 20. dubna 2022 založena Asociace sociálních pedagogů, která sdružuje studenty, odborníky z praxe a akademické pracovníky z oblasti sociální pedagogiky. 

## Aktuální úkoly sociální pedagogiky
Sociální pedagogika má jako rozvíjející se vědecká disciplína před sebou ještě řadu úkolů, mezi které patří: upřesnění terminologie sociální pedagogiky, zpřesnění cílů a obsahu sociální pedagogiky, profesionalizace a institucionalizace sociální pedagogiky, posílení autonomie sociální pedagogiky aj.
Diskutuje se, zda by se sociální pedagogika měla stát prostředkem pro výuku Průřezových témat RVP, jejich současné naplňování v rámci RVP PV a RVP ZV je sporadické.[zdroj?]